# NGC 7710
NGC 7710 este o galaxie situată în constelația Peștii. A fost descoperită în 24 septembrie 1862 de către Heinrich Louis d'Arrest. Se află la o distanță de 34 de megaparseci de Pământ.